# Kökspiga som häller upp mjölk
Kökspiga som häller upp mjölk är en oljemålning av Johannes Vermeer från 1658–1661.

## Beskrivning av målningen
Målningen avbildar en ung tjänsteflicka som står i ett kalt rum med ljuset kommande in från ett högt fönster på vänster sida. Hon häller upp mjölk från en kanna till skål på ett bord, på vilket det ligger en duk och där det ligger olika sorters bröd. På golvet syns en värmelåda för hett kol för uppvärmning av fötter, och väggen bakom henne har längst ned väggkakel av blåvitt Delftporslin med Amor och hans båge och andra motiv. På väggen hänger en korg och en flaska av mässing för inköp av vätskor.
En röntgenundersökning av tavlan har visat att Vermeer ursprungligen hade målat i en karta eller annan väggprydnad på den sedermera kala väggen. En infraröd bild har också visat att tavlan från början innehållit en klädkorg, där senare målats en fotvärmare och kakelplattor.

## Proveniens
Målningens förste ägare var troligen Pieter van Ruijven i Delft till 1674. Den ärvdes därefter av hans änka Maria de Knuijt till 1681 och kom senare genom arv att ägas av först dottern Magdalena van Ruijven och sedan av hennes make Jacob Dissius 1681–82. Den senare ägde den tillsammans med sin far Alexander 1685–94, varefter målningen såldes i Amsterdam på auktion efter Jacob Dissius i maj 1696 till köpmannen Isaac Rooleeuw i Amsterdam och såldes på konkursauktion efter Rooleeuw i april 1701 till köpmannen Jacob van Hoek i Amsterdam. 
Den ägdes därefter av far och son de Neufville i Amsterdam från 1719 till 1759, och av andra personer i Amsterdam till 1813, då den såldes till Lucretia Johanna van Winter för att så småningom genom henne komma att ingå i Six konstsamling. Den nederländska staten köpte ut målningen ur Six konstsamling 1908 och den har sedan dess funnits i Rijksmuseum i Amsterdam.

## Kökspigor som motiv i samtida nederländsk konst

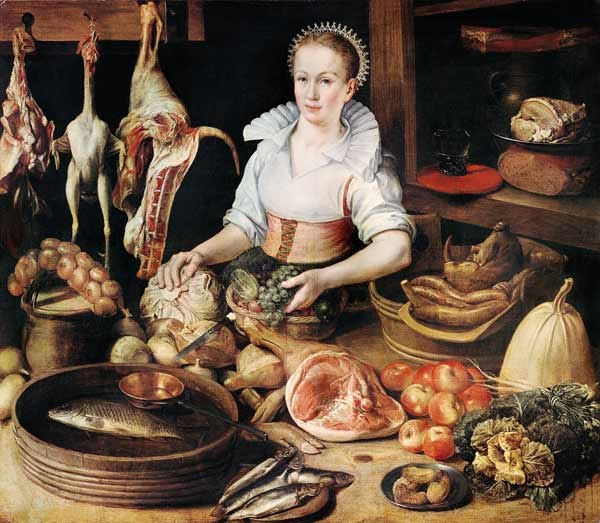
Kökspiga av Pieter van Rijck, 1628
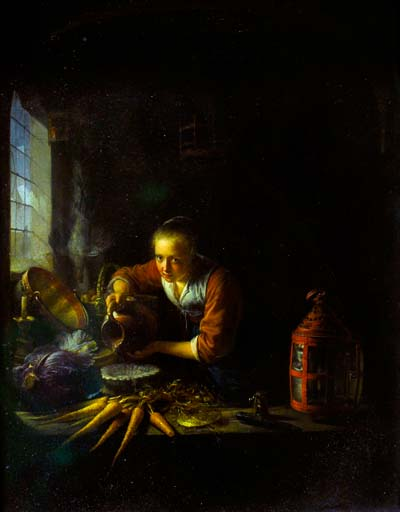
Kökspiga häller vatten i ett kärl av Gerard Dou, 1640-talet
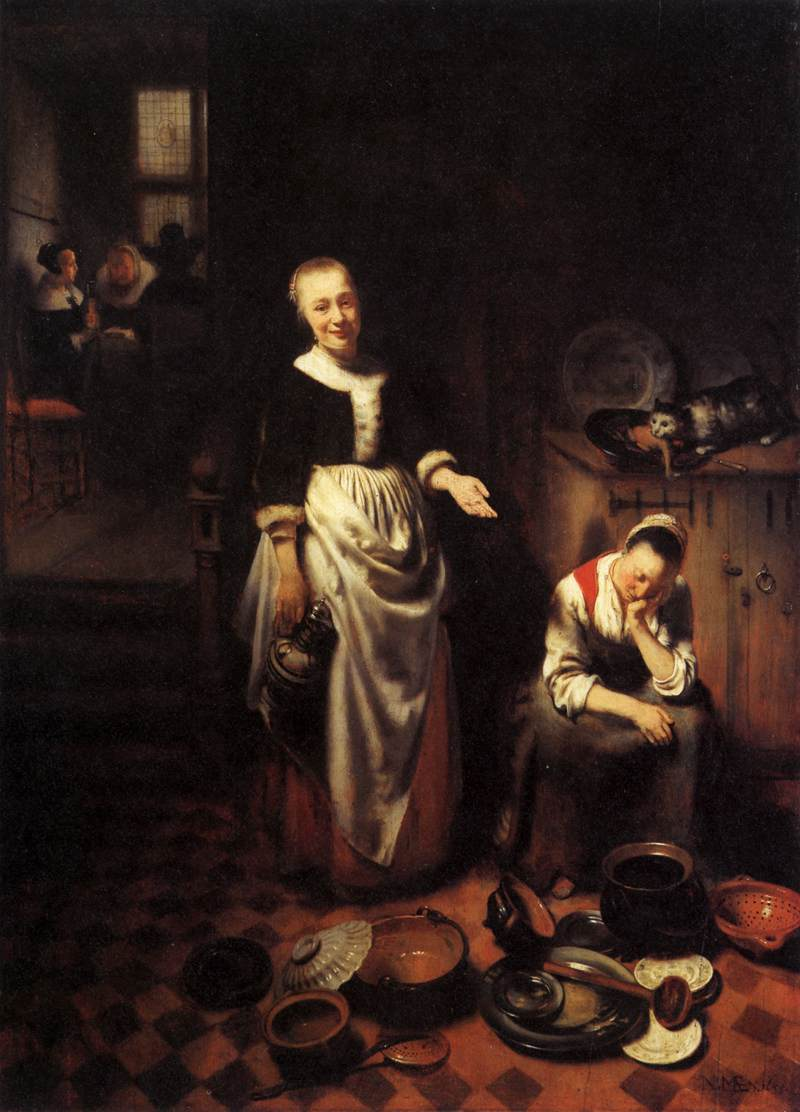
Den lata tjänsteflickan av Nicolaes Maes, 1655
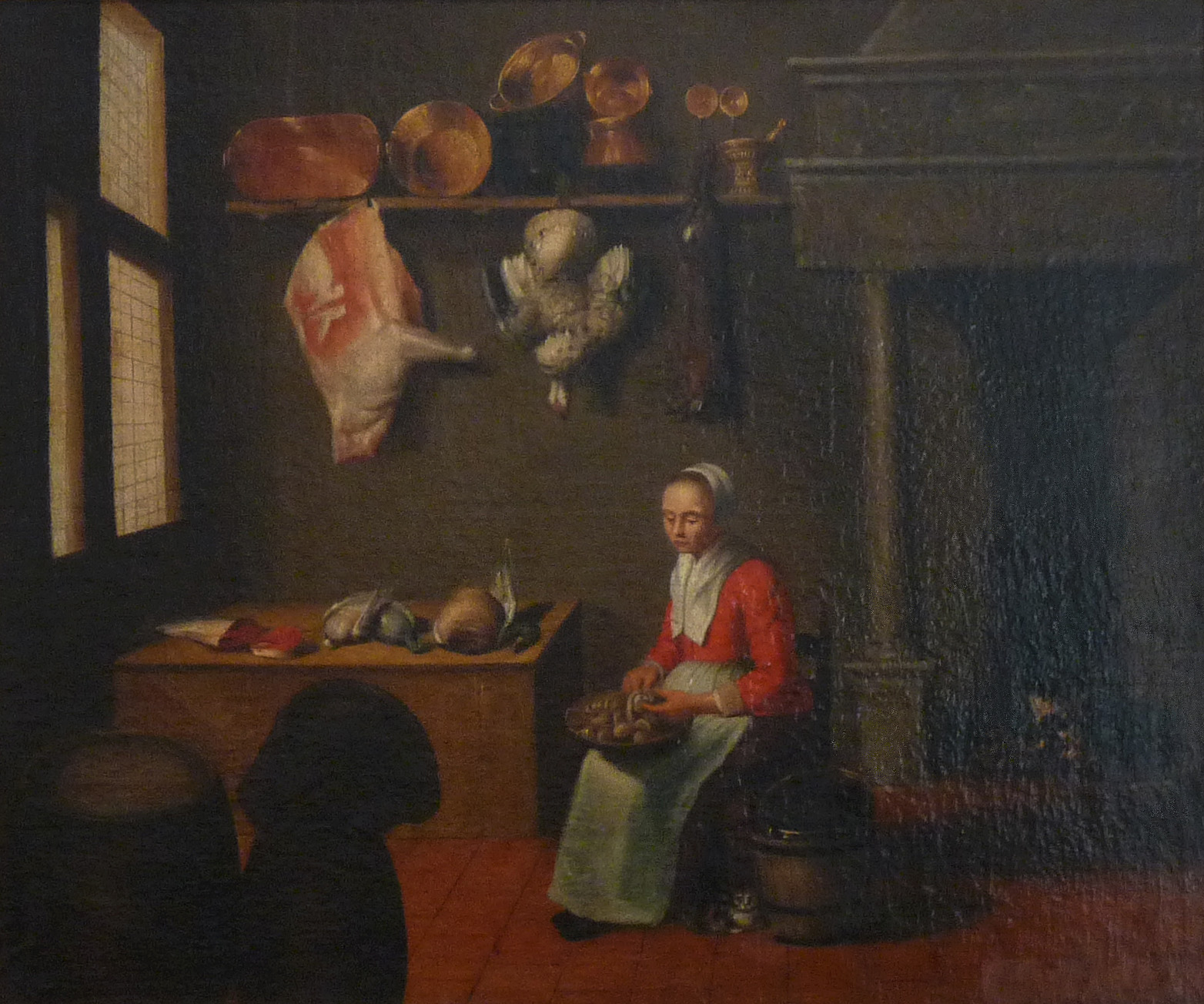
Köksinteriör av Hendrick Sorgh